# Sociale Rekvisitter
'Sociale Rekvisitter' er et album i genren 'politisk satire' skrevet af Karina Willumsen. Pladen udkom på forlaget Demos i 2016, som for første gang i 38 år - valgte at udgive ny politisk musik. Demos har tidligere udgivet Bent Jacobsens plade 'Bøsse', 'Slumstormerpladen', '1. maj - pladen', Røde Mor, Poul Dissing, Jomfru Ane Band og mange andre.

## Sange på album
Alle sange skrevet og komponeret af Karina Willumsen. 
| #  | Titel                                | Længde |
| -- | ------------------------------------ | ------ |
| 1. | "Vil du netværke med mig?"           | 3:29   |
| 2. | "Gid jeg var queer"                  | 3:31   |
| 3. | "Feministisk front"                  | 2:12   |
| 4. | "Min mor er sliknarkoman"            | 3:03   |
| 5. | "Særlig sensitiv"                    | 2:40   |
| 6. | "Er du fanget i dit åbne rumforløb?" | 4:17   |
| 7. | "Du ved du er feminist"              | 2:45   |